# 数学的なジョーク
数学的なジョーク (すうがくてきなジョーク、英語: mathematical joke) とは、数学を題材としたユーモアの表現の一形態である。数学ジョークは数学におけるものの見方や数学者の類型といったようなものから作り出される。駄洒落や語呂合わせ、数学用語の持つ多義性から来る笑いだけでなく、数学の専門的な概念に対する非専門家の予想もつかない誤解に起因するものも考えられる。
これらの数学的なジョークには数学の知識がなければ理解できないものが多く含まれている。本項目で列挙する数学のジョークの例は欧米の文化、英語の語彙、スペルに依存するものが多いため、しばしば英文を併記する。
なお、形態としてジョーク・小咄的なものであってもその陰に非常に巧妙な数理的意義が隠されうる可能性、そして本格的な数理問題へ発展する可能性は否定できず、単なる遊興的道具と割り切るのは早計である。
アメリカ数学会 (American Mathematical Society) の機関誌でも数学的なジョークが取り上げられ
、
カリフォルニア州立大学の物理学の教授、ポール・レンテルンらによって示唆に富んだサーベイがされている。

## 駄洒落・語呂合わせによるジョーク
数学（に必ずしもとどまる話では無いが）ではしばしば日常会話に用いるような単語を、数学的な特別の意味合いをもったジャーゴンとして用いる。これによって生まれる多義性を使って、ジョークを考えることができる。
この例では、national / natural の駄洒落と多義語としての log に掛けている。ここでの数学者が言う“天然の丸太”は公園とは関係なく、実は自然対数という数学的な概念のことなのである。
いくつか群論に関する知識を要する以下のような例はどうだろう。日常語をジャーゴンとして読むと質問の内容がまるで異なる内容になってしまってい、認識のズレが生じていることがお分かりいただけるだろうか（数学者が日常会話をまるで理解できないという意味ではない）。
これはよくあるグレープジョークと呼ばれるもので、紫=葡萄という連想をもってくるのだが、そこで grape と group を掛けて数学的な対象である群をジョークに持ち込んでいる。日常語としては「連想する」という意味を持つ commute が、数学的にはある種の（しばしば乗法や積と呼ばれる）二項演算が「可換である（交換法則が成立する）」という意味の専門用語として用いられているため、原文でしきりに「アーベル（の）」 (Abelian) という形容詞を持ち出しているのである（たとえば群演算が可換であるような群は可換群、あるいはアーベル群と呼ばれる）。
もちろん、アベリアというスイカズラ科の植物があり、薄いピンク-紫の花弁を有するかどうかはまったく関係の無い話である。
次のように派生したパターンもある。
次は、起承転結が整っているという意味で完成度が高い話になっている。
前半は逆数関数 1/x の原始関数が自然対数関数 ln xであることに基づいたジョークになっている。後半は、学生などが、不定積分を書き表すときにを加えておく必要がある「積分定数」(通例 C で表される)をよく書き忘れてしまうという話を利用している。詰まるところ、 1/cabin の不定積分は "ln(cabin) + C(=sea)" つまり「海の上の天然丸太小屋」("A natural log cabin plus the sea") であって、そりゃ要するにハウスボートのことだろう、というのである。

### 基数の多義性によるジョーク
このジョークは数学の式でも自然言語の表現のように多義性があることに起因する。多義解釈が可能であれば「駄洒落」が構成できる。この場合では 10 という表現で駄洒落が用いられている。数学者でない非専門家あるいはコンピュータ技術者以外に対しては 10 は整数値の 「十: ten」を意味する。しかし、二進法では 10 は整数値の「二: two」を意味する。このジョークは文字として書かれたもののみで有効である。というのは、二進法として 10 を声に出して読むなら「ジュウ」ではなく「イチ・レイ (ゼロ)」または「ニ」と言わなくてはならないからである。
同様なジョークがある種の質問文で有効である。
このケースでは DEAD が「死者」ではなく 0123456789ABCDEF の数字を使用する十六進法表記による数として理解され、十進法で 57,005人と答えた。
基数を用いた駄洒落は、コンピュータ科学者に対するものともいえる。
このユーモアはハロウィンが 10月31日 (October 31) であり、クリスマスが12月25日 (December 25) であることに起因する。oct が October / Octal、dec が December / Decimal に通じることに依存している。このユーモアはコンピュータ科学者によって「実際のプログラマたちはハロウィンとクリスマスを混同している。dec(25) = oct(31) だからだ。」とも言われている。

## 数学者ってこんな人？
わけがわからないことをする、話が抽象的だ、現実世界との関わりをあまり持たないといった傾向があるという世間一般が考える典型的な数学者像の類型を基にしたジョークもある。
それらのジョークの多くは、エスニックジョークに類するもの、あるいはグレート・ブリテンおよび北アイルランド連合王国のイングランド人とアイルランド人とスコットランド人の違いを論じるジョークのように、数学者と、物理学者、技術者、あるいは他分野の科学者と比較する。そのようなジョークは、他の科学者がなにがしかの実証的・実験的な吟味を行うのに対して、数学者が研究・思考する際には理論的な検証のみを行いそれ以上の実際的な吟味を伴わないことを示している。
会計士が「（いわゆる「統計上の嘘」を駆使して）なんならお望みの数値を出してみせますよ」という含みで聞き返しているというのがオチである。計算に対する数学者、物理学者、会計士のそれぞれの特徴が出ているように思われる。
数学者は個々の事例から一般へという帰納的なものの考え方よりも、「一般から特殊へ」といったものの考え方（論理の流れ）を好むという話である。
観測に誤差を生じたとき、物理学者は測定のミスを疑い、生物学者は繁殖で状況が変わったのだろうと推測する。数学者が言っている「入ったら中に誰もいなくなる」というのはもちろん 2 − 3 = −1 人が建物にいるという仮想的な状態を考えれば、もう一人入れば −1 + 1 = 0 人（= だれもいない）という状態になるよねという意味である。
つぎは、数学者の思いつきさえすれば具体的な行動はとらないという性癖を表したジョークである。
ここには火を消すには二酸化炭素が必要という化学者、それに対して理屈を考えずとにかく行動する技術者、解 (解法) の存在を確認して満足する数学者の構図がある。
一方で一つの数学的結果は膨大な計算や試行錯誤の末に得られることがほとんどであるが、個々の計算や試行の跡は最後には捨てられてしまう。
ビル・ベイリー (en) による次の例は、数学者の（「無限に続く」状況のような）現実世界ではまあ応用がまるでないような仮言的な状況を作り出す癖に焦点を当てたものである。イギリス・アイルランドなどではビールをパイント単位 (568ml) のグラスで飲むのが通例であることを注意しておく。
無限に同じことを繰り返すといつまで経っても終わらずにバーテンダーの気が滅入ってしまうところだが、よく知られているように無限数列 (1, 1/2, 1/4, ...) の総和はきっかり 2 であり、バーテンダーは一度に無限にいる全員分のビールを注いで後は勝手にしろというのである（あるいはヒルベルトの無限ホテルのようにビールが注がれるそばから次の人のグラスに半分ずつ流し込めばバーテンダーが注ぐ有限な時間のうちに無限の客全員が望みの量のビールを得ていることだろう）。ジョーク自体が数学者の類型のひとつを表している一方で、（設定では客のほうが数学者になっているが）実はバーテンダーの行動はまさに数学者のそれであったりするという面白みがある。
数学のもつ極端な厳密性を笑ったジョークである。
列車に生物学者も同乗しているパターンもある。その場合、生物学者の「あれはヤギだ」がオチとなる。
数学者は物理現象を扱わない為、社会に興味を持たない傾向があるのを笑ったジョークである。
時として数学者は一般人には奇想天外でしかも常識に囚われないアイディアを出すことがある。
地表のような球面に円を置いたとき、円によって分けられる二つの領域のどちらが囲まれた内側であるかということは、それだけでは数学者にとっては実は明らかなことではない。極端に言えば、赤道の周長と同じ長さのロープで囲むものとして話を読めば、数学者は常識的なレベルでも何もおかしなことを言っていないはずである。面をロープで囲むという一見単純な問題でさえ、数学者にかかれば単純とは程遠い自明でない問題の類にされてしまう。

## 素人の数学
次のジョークのカテゴリは一般的な誤解や、大半の人々が初等的な数学教育のみを受けているという期待を利用したものである。
この例は、学芸員が持つその化石の年代に関する不確かさの含意について博物館員が理解ができなかったことによるジョークである。ここまで極端ではないにしろ、高等教育を受けているはずの学生が不十分な有効精度・有効数字の吟味に起因して意味の無い桁数の数値を提示する科学的実験レポートの存在は科学教育での潜在的問題を提起するものであり、警鐘的意義を否定することはできない。

## 数学もどき
（抽象的な記号でも電卓のような物理的なものでもいいが）数学的な道具を、その本来の使途に反する形で使って作られたジョークがある。無論、そういった「ジョーク」に「本物」の数学や算術が使われることはまずない。

### 似非数学的な理由付け
多義性によるジョークは、本当は論理的に十分有効ではないことがわかった上で、数学的な理由づけを行うというものである。それらの多くはよく知られた金言や三段論法のような基本的な論理構成を組み合わせて作られる。
以下のような、「証明」に似せた類いのジョークもたくさんある。
| 女は時間と金が掛かる。                     | {\displaystyle {\text{women}}={\text{time}}\times {\text{money}}}          |
| (Women are the product of time and money.) |                                                                            |
| で、「時は金なり」だから、                 | {\displaystyle {\text{time}}={\text{money}}}                               |
| (Time is money.)                           |                                                                            |
| 要するに金の事情（自乗）ということだ。     | {\displaystyle {\text{women}}={\text{money}}^{2}}                          |
| (So women are money squared.)              |                                                                            |
| そういえば「金は諸悪の根源なり」だったな。 | {\displaystyle {\text{money}}={\sqrt {\text{evil}}}}                       |
| (Money is the root of all evil.)           |                                                                            |
| よって、女は邪悪であることが示された。     | {\displaystyle {\text{women}}=({\sqrt {\text{evil}}}\,)^{2}={\text{evil}}} |
| (So women are evil.)                       |                                                                            |

次は、Nothing の多義性を使ったジョークである。
Nothing や Nobody の多義性を使ったジョークは鏡の国のアリスにも登場する:「誰かいる」、「誰もいません (Nobody is there)」、「Nobody って誰？」。
ほかにも、数学的な理由もなく慣習的記法を誤解釈することに関係したジョークもある。
x を右から 8 に近づけた極限が 8 を横転した「∞」（無限大を表す記号）になっているのだから、（8 を 3 に置き換えただけの同じ問題では）x を右から 3 に近づけた極限は 3 を横転させればいいんだろと、ギリシャ文字の小文字「ω」(オメガ)を書いてしまうというもの。もちろん、この含意は「 8 」と「 3 」の他に適用できる保証はない。
これはつまり、"sin" の "n" と 分母の "n" とを約分して、それぞれ "six" (= 6) と 1 が出てくるといっているのである。もちろん、"sin" はこのひとまとまりで正弦を表しているからこのようなことにはならない。印刷物では、ひとまとまりであることを明示するために sin とローマン体を用いて組版するのが通例であるが、手書きなどではうまく書き分けがされていないことも多いため、現実に起こらないともいえないものである。
動詞 eat の過去形 ate の発音 は eight の発音と同じである。これと同様の言葉遊びを使ったジョークとして、以下のようなものがある。

### 意図的な誤謬
意図的に作った謬論を一種のジョークとして楽しむ事ができる。
両辺を{\displaystyle 4(a+b-c)=3(a+b-c)}で割るには、{\displaystyle a+b-c\neq 0}であることが必要である。しかし仮定として{\displaystyle a+b-c=0}としているため両辺から同値の部分を消去する(両辺を{\displaystyle a+b-c}で割る)ことはできない。
以上のような論法の起源は、古代ギリシャの哲学者ミレトスのエウブリデス (en) が作ったとされる「ハゲ頭のパラドックス」 (Paradox of the Bald Man)に帰せられる。これは砂山のパラドックスの起源としても知られる。

### 電卓的つづり入力
数学の本題から少々外れるが、電卓的つづり入力(en)についてのジョークもある。電卓を用いて数字を入力することにより単語や文節が形成され、その単語は解などを導く数字を含む小話が関連する。

## 数学リメリック
リメリック (五行戯詩、en) は厳格な形式を持つ五行詩であり、日本での短歌俳句あるいは川柳に対応する文学である。数学リメリックは、リメリックの形式に適合した数式の読み上げ法の形式である。次の例はLeigh Mercer(en)による。
この式は次のように読み上げられる。

## 数理的問題への発展
このような数学的ジョークは、単に遊興の道具としてのみ用いられるものではなく、時として数理的問題や暗号などの数理科学的考察への発展が期待される。
その導入となる対象は覆面算、文字を用いた数理パズルなどである。
ここでは単純な覆面算の一例のみを示す。
この覆面算の解は O = 0, M = 1, Y = 2, E = 5, N = 6, D = 7, R = 8, S = 9 である。連立一次方程式の伝統的な解法によらず、例えば 4桁と4桁の和で5桁となっていることから M=1 が演繹できるなど、論理的色彩が強いものが多い。